# Umberto Girometta
Umberto Girometta (Split, 16. srpnja 1883. – 27. travnja 1939.) bio je splitski gimnazijski profesor prirodoslovlja, planinar, speleolog, geolog, zoolog i fotograf te promicatelj ljepota Dalmacije.
Školuje se u rodnome gradu do odlaska na studij prirodopisa u Beču. Širinu pogleda na prirodu koju je stekao na studiju ostatak života prenosi na učenike Realne gimnazije u Splitu, gdje radi od 1908. godine. Tamo predaje fiziku, geografiju i prirodopis, a 1911. pri Gimnaziji osniva Špiljarski odio koji vodi zajedno s profesorom Ramirom Bujasom. Suosnivač je dviju podružnica Hrvatskog planinarskog društva (HPD) — HPD Mosor (1925. godine) i HPD Biokovo. Godine 1927. njih dvojica osnivaju Sekciju za istraživanje kraških pojava, današnji Speleološki odsjek HPD-a Mosor. Suosnivač je i upravitelj te kustos Gradskoga prirodoslovnog muzeja u Splitu (od 1924. godine). S Jurjem Božićevićem još 1911. osniva Fotoklub Split.
Temeljito je istražio špilju Vranjaču u splitskome zaleđu i o njoj objavio mnoštvo članaka. Godine 1929. upravo on, kao najzaslužniji za njeno uređenje, otvara špilju za javnost. U nizu istraživanja 1934. i 1935. Girometta ispod slojeva stalagmita, gline, ilovače i pepela tamo nalazi komade ranoneolitičkog, neukrašenog i slabo pečenog posuđa te nagorene fragmente kostiju postdiluvijalnih životinja. U dubljim slojevima nalazi rogovlje jelena Cervus dama te kosti izumrle vrste špiljskog medvjeda Ursus spealeus. Girometta u špilji pronalazi novu vrstu bezvidnog špiljskog pauka, po njemu nazvanu Stalita giromettai. 
U časopisima Hrvatski planinar, Novo doba, Novi list, Ribar, Jadranska straža, Jugoslavija, Jadranski dnevnik, Jugoslavenski turizam, Novosti, Glasnik geografskog društva i dr. objavljuje brojne putopise s vlastitim fotografijama, opisuje turističke atrakcije Dalmacije, piše o flori i fauni planina u Dalmaciji, o meteorologiji, potresima, ribarstvu. Upozorava i na uništavanje dalmatinske prirode.
Njegovim su zalaganjem izgrađeni planinarski domovi i skloništa na Kamešnici, Vagnju, Cincar planini, Vošcu, Vidovoj gori.
Život je okončao na Marjanu, ne htijući da obitelj pati zbog njegove bolesti. Girometti u čast, HPD Mosor godine 1961. planinarski dom na središnjem Mosoru naziva njegovim imenom, Planinarski dom Umberto Girometta.